# 船越郵便局
船越郵便局（ふなこしゆうびんきょく）
- 秋田県男鹿市にある郵便局。本記事にて記述する。
- 三重県志摩市にある郵便局。局番号は22103。
- 宮城県石巻市にある郵便局。局番号は81148。
- 岩手県下閉伊郡山田町にある郵便局。局番号は83123。

船越簡易郵便局（ふなこしかんいゆうびんきょく）
- 千葉県香取郡多古町にある簡易郵便局。局番号は05722。

広島船越郵便局（ひろしまふなこしゆうびんきょく）
- 広島県広島市安芸区船越にある郵便局。局番号は51339。

船越郵便局（ふなこしゆうびんきょく）は、秋田市男鹿市船越にある郵便局。民営化前の分類では集配特定郵便局であった。

## 概要
住所：〒010-0399 秋田県男鹿市船越字本町5-1

## 沿革
- 1874年（明治7年）4月1日 - 船越郵便取扱所として開設[1]。
- 1875年（明治8年）1月1日 - 船越郵便局（五等）となる。
- 1885年（明治18年）10月1日 - 貯金取扱を開始。
- 1888年（明治21年）6月1日 - 為替取扱を開始。
- 1896年（明治29年）11月16日 - 小包郵便取扱を開始[2]。
- 1902年（明治35年）10月11日 - 船越郵便電信局（三等）となる[3]。
- 1903年（明治36年）4月1日 - 通信官署官制の施行に伴い船越郵便局となる。
- 1920年（大正9年）11月26日 - 特設電話加入申込の受理を開始[4]。
- 1921年（大正10年）
  - 2月16日 - 電話通話事務を開始[5]。
  - 9月6日 - 電話交換業務を開始[6]。
- 1943年（昭和18年）9月1日 - 船越電信取扱所の廃止に伴い、取扱事務を承継する[7]。
- 1974年（昭和49年）2月27日 - 電話交換業務を男鹿電報電話局に移管[8]。
- 1999年（平成11年）10月12日 - 男鹿市船越字船越317-1から同市船越字本町5-1に移転。
- 2007年（平成19年）10月1日 - 民営化に伴い、併設された郵便事業秋田支店船越集配センターに一部業務を移管。
- 2012年（平成24年）10月1日 - 日本郵便株式会社発足に伴い、郵便事業秋田支店船越集配センターを船越郵便局に統合。

## 取扱内容
- 郵便、印紙、ゆうパック、チルドゆうパック、内容証明、国際郵便
- 貯金、為替、振替、振込、国際送金、国債、確定拠出年金、財形定額貯金
- 生命保険、バイク自賠責保険、がん保険
- ゆうちょ銀行ATM
- 男鹿市内の一部地域（〒010-03xx）の集配業務

## 周辺
- 男鹿市役所 船越出張所
- 日本たばこ産業 男鹿葉たばこ取扱所
- 秋田県立男鹿工業高等学校
- 男鹿市立船越小学校
- 船越保育所
- スーパーセンターアマノ男鹿店
- 国道101号
- 八郎潟調整池

## アクセス
- JR男鹿線 船越駅から徒歩約6分
- 秋田中央交通バス 新町停留所下車
- 秋田自動車道 昭和男鹿半島ICから北西へ約13km
- 駐車場あり：10台